# エドガール・ルロワ
エドガール・ルロワ（Edgar Leroy, 1883年4月17日 - 1965年4月2日）はフランスの精神科医、歴史家(郷土史家)。ノストラダムスの実証的な伝記研究に先鞭をつけた人物として、現在でもノストラダムスを歴史学的・文学的な視点で研究する論者たちから高く評価されている。
リールに生まれ、生物学で学士号を、精神医学で博士号をそれぞれ取得した。第一次世界大戦の影響で家財を失ったあと、求めに応じてサン＝レミ＝ド＝プロヴァンス（この記事では以下サン＝レミと略記）に精神科医として赴任し、終生その町で過ごした。サン＝レミでは本業の傍ら、地元にゆかりのある歴史上の有名人ゴッホとノストラダムスに関心を持ち、調査を行った。
とりわけノストラダムスについては、『プロヴァンス歴史学研究所論集(Mémoires de l’Institut Historique de Provence)』誌（および後継誌の『歴史的プロヴァンス(Provence Historique)』誌）などの郷土史系の雑誌、『医学史(Histoire de la Médecine)』誌などの医学史系の雑誌などに論文を掲載し、全部で13本の論文を発表した。
マルグリット＝マリー・デルリュー＝ルロワ(Marguerite-Marie Delrieux-Leroy)によれば、ルロワは生前論文を一書にまとめることを企図し、複数の出版社に持ち込んだというが実現しなかった。デルリュー＝ルロワは、当時の通俗的なノストラダムス関連書に比べ、実証的な色合いが強かったことで忌避された可能性を示唆している。なお、単行本化は、ルロワの死後7年目に当たる1972年、サン＝レミの市当局が主導的役割を果たす形で『ノストラダムス　その出自、生涯、作品』として実現した（1993年には、同じく市当局の協力で改訂版が発行されている）。

## ノストラダムス研究史上の貢献
ルロワの貢献は次の二点に集約できる。まずは伝記研究上の貢献。ルロワは古文書館などの古記録に丹念にあたり、伝記の中から史料的裏付けのない伝説的要素を排除した(歴史研究では当然行われるべき手続きであるがルロワ以前にこのような手順を踏んだ研究はほとんどなかった)。もう一つの貢献は、ノストラダムスの四行詩にはサン＝レミの風景や史跡と一致するモチーフのものがあることを指摘し、ノストラダムスがサン＝レミで過ごした少年期の記憶を作品中に織り込んでいる可能性があると示唆したことである。この仮説は、ピエール・ブランダムールによるノストラダムス予言集の校定版などでも参照されている。

## ルロワの著書
- Dr.Edgar Leroy, Nostradamus: ses origines, sa vie, son oeuvre, Marseille; Jeanne Laffitte, 1993

上記にあるとおり、生前に発表された論文を整理した著作の改訂版

## 関連書籍
- 竹下節子『ノストラダムスの生涯』 ISBN 4022572213

伝記の部分ではルロワの研究が多く取り入れられている。なお、ルロワの著書の誤記をそのまま訳出している箇所もあるので、若干の注意を要する。